# Capilla de Belén (Praga)

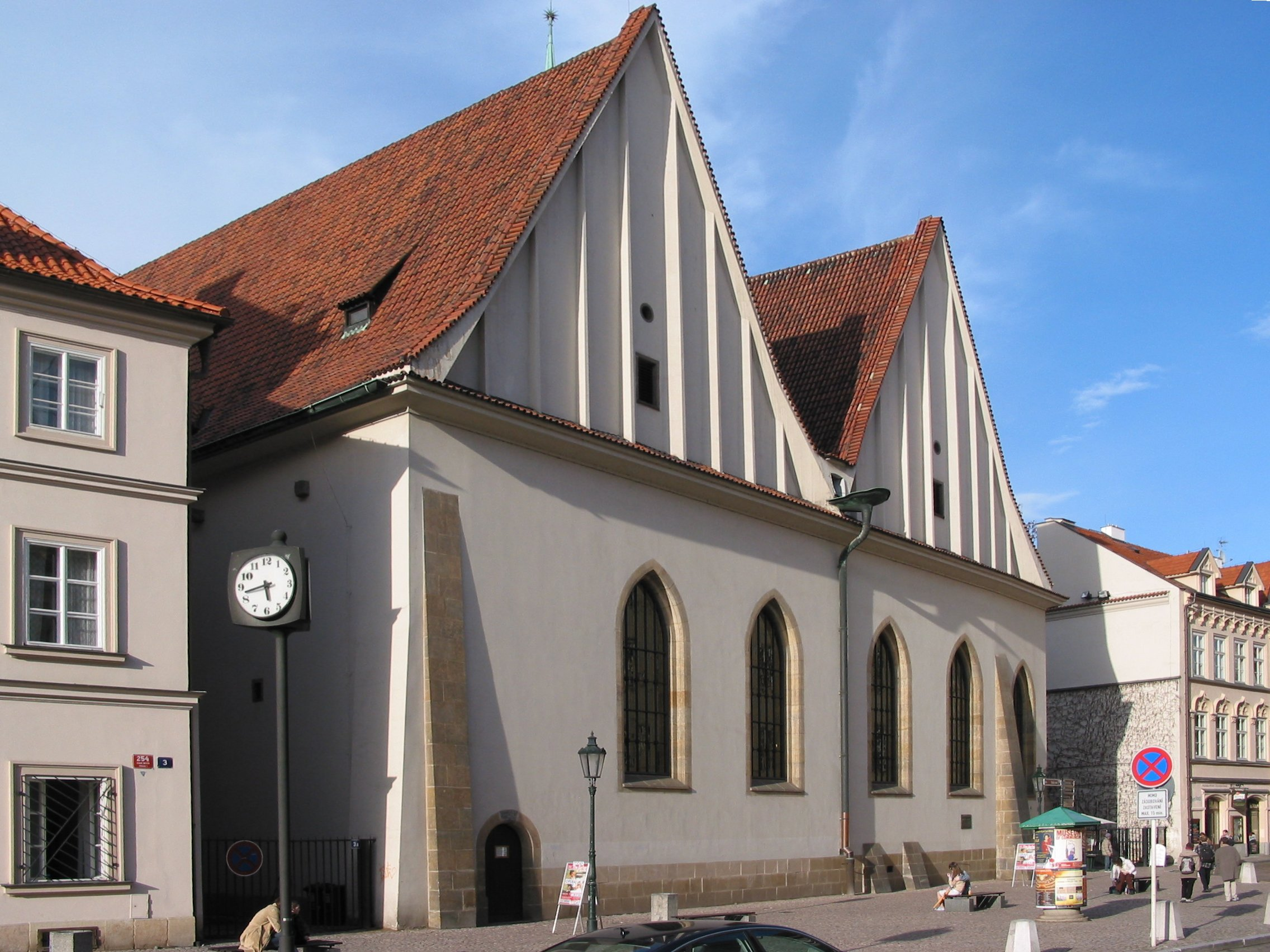
Capilla de Belén

La Capilla de Belén (en checo: Betlémská kaple) es una capilla de Praga, ubicada en la Ciudad vieja. Es uno de los edificios más importantes en la historia medieval de la ciudad. Su historia está marcada por las reformas religiosas protestantes y su mayor exponente en Bohemia, Jan Hus. Fue declarado monumento nacional de la República Checa. 

## Historia

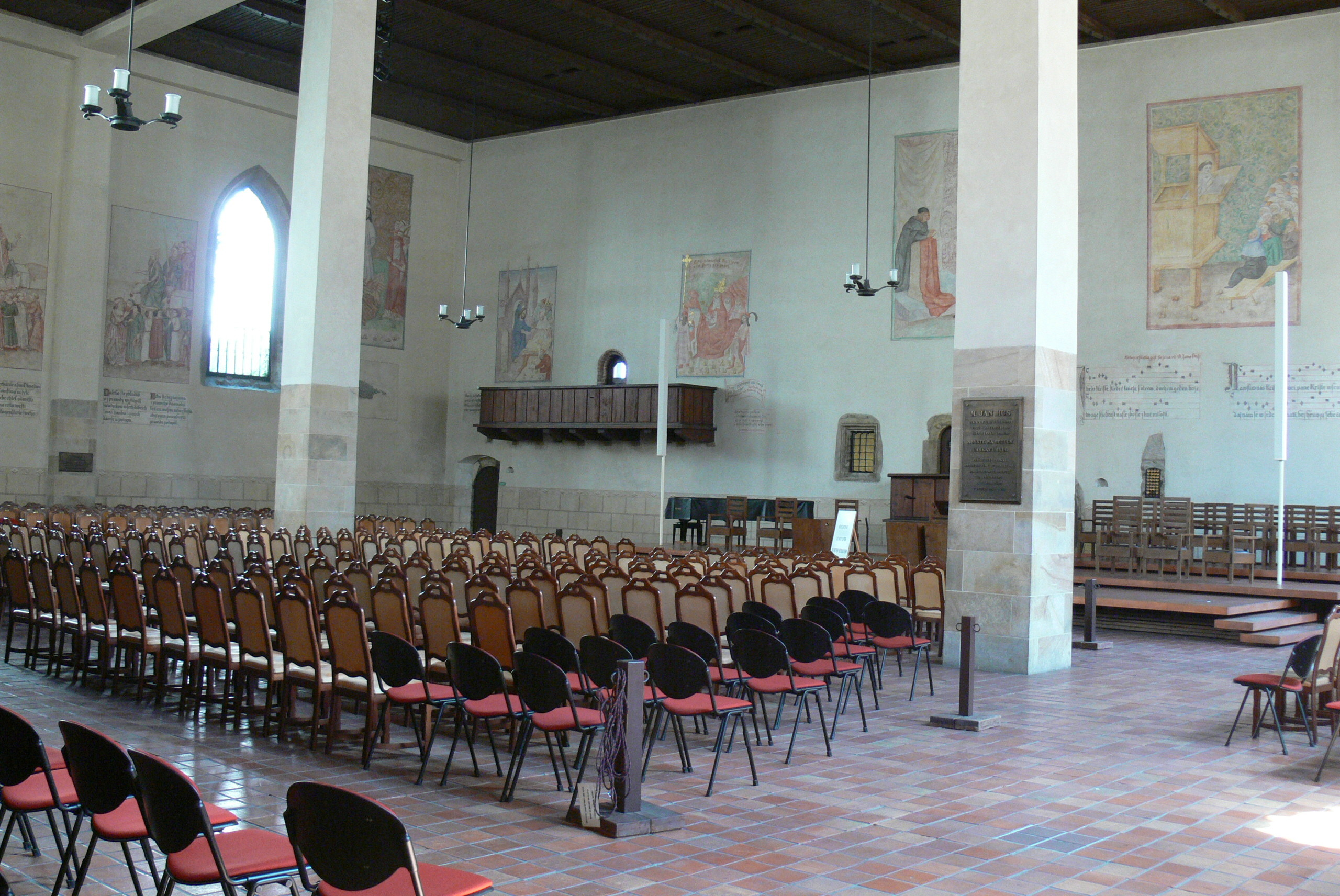
Interior de la capilla

La capilla fue construida entre 1391 y 1394 gracias a donaciones del mercante Wenceslao Kriz, del cortesano Hanus de Mühlheim y de seguidores de Jan Milíč Kroměříže. 
Se cree que el nombre de la capilla proviene de unas reliquias (inspiradas probablemente en la Matanza de los Inocentes de Belén) que Wenceslao Kriz donó a la institución.
En la capilla se usaba exclusivamente la lengua vernácula checa, lo que rompía con la tradición alemana de la iglesia medieval de Bohemia, que impartía los ritos en latín.
El edificio nunca fue oficialmente una iglesia, solo una capilla, a pesar de que podía albergar 3000 personas. Como la capilla ocupaba parte del terreno de la iglesia vecina, y esto podía perjudicar sus ingresos, Hanus de Mülheim se comprometió a pagarle al pastor de esa iglesia 90 grosz praguenses anuales como compensación.

### Época de los husitas

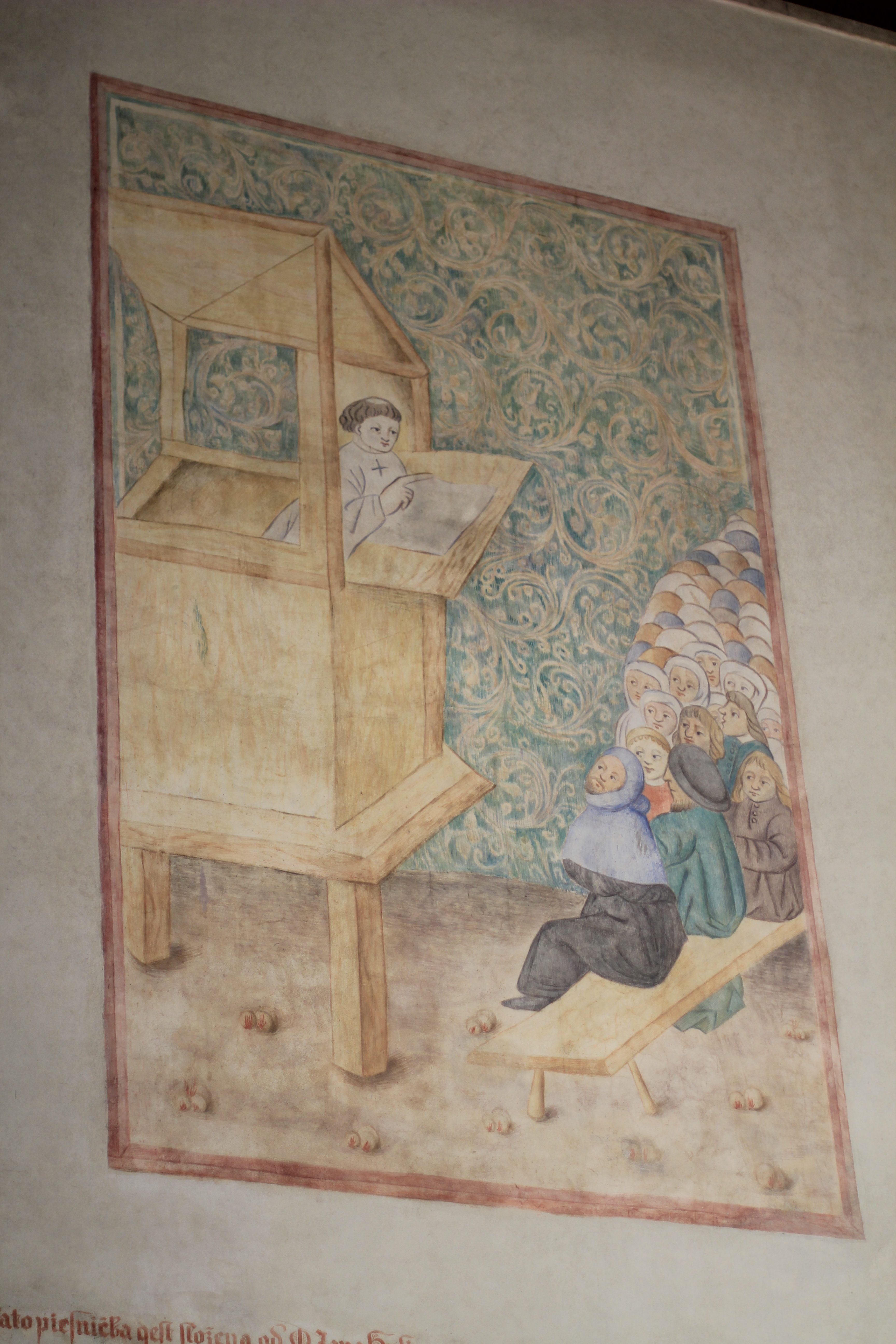
Fresco en el que se muestra a Jan Hus predicando

El reformador cristiano Jan Hus asumió como rector y predicador en marzo de 1402. Durante este periodo, la capilla se convirtió en un baluarte para los reformistas, un lugar donde Hus podía predicar sus palabras a un aforo de 3000 personas.
Después de la excomunión de Hus en 1412 y su quema en la hoguera en 1415, el Papa ordenó la demolición de la Capilla de Belén. Sin embargo, la iglesia siguió funcionando bajo Jacobo de Mies.

### Época católica
La Capilla de Belén se mantuvo en manos de los protestantes hasta que, en 1620, tras la Batalla de la Montaña Blanca, los católicos recuperaron el poder en Praga.
Los jesuitas la compraron en 1661.

### Época Josefina
El emperador José II de Habsburgo consideró que la Iglesia únicamente tenía potestades sobre la moral de sus fieles y, en consecuencia, las cuestiones de carácter secular en territorio austríaco (incluida la administración de la propia Iglesia) debían quedar sujetas a las leyes y autoridades del Estado. 
Bajo esta nueva teoría política (llamada Josefismo) en 1786 se ordenó la demolición casi completa de la iglesia jesuita, conservando solamente la sacristía y un cuarto contiguo donde habría vivido Jan Hus. 

### Época comunista

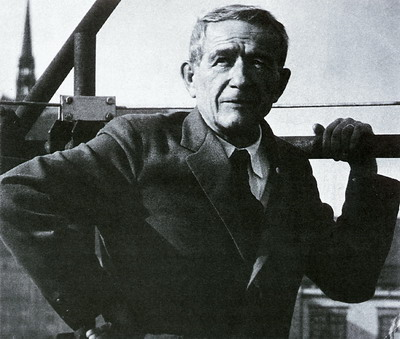
El arquitecto Jaroslav Fragner, encargado de la remodelación de la Iglesia

Bajo el mandato de la República Socialista de Checoslovaquia se impulsó la idea de la reconstrucción de la iglesia. El trabajo fue realizado por el arquitecto Jaroslav Fragner siguiendo viejos planos e ilustraciones, y se integraron los fragmentos originales del siglo xiv.
Finalmente, el edificio fue restaurado por el gobierno a su estado en la época de Hus. Solo las paredes exteriores de la capilla y una pequeña porción del púlpito pertenecen a la capilla medieval original.